# Aber Ildut
Der Aber Ildut ist ein französischer Küstenfluss im Département Finistère in der Region Bretagne.

## Verlauf
Er entspringt im Gemeindegebiet von Plouzané, östlich des Stadtteils Castel Névez, verläuft anfangs Richtung Nordost, schwenkt dann auf Nordwest, durchquert eine Kette von Seen und mündet nach rund 24 km zwischen den Gemeinden Lampaul-Plouarzel und Lanildut in der Keltischen See in den Atlantischen Ozean. Unterhalb des Weilers Pont Reun (Gemeinde Plouarzel) ist er bereits den Gezeiten ausgesetzt und bildet eine mehrere Kilometer breite Trichtermündung. Unmittelbar vor Erreichen des offenen Meeres mündet von links ein kleiner Bach ein, der die Bucht Anse de Milin an Aod bildet.
Zusammen mit dem Aber Benoît und dem Aber Wrac’h ist der Aber Ildut Namensgeber für die Côte des Abers.

## Orte am Fluss
(in Fließreihenfolge)
- Castel Névez, Gemeinde Plouzané
- Saint-Renan
- Pont-Reun, Gemeinde Plouarzel
- Brélès
- Lanildut
- Aber Ildut, Gemeinde Lanildut

## Sehenswürdigkeiten
- Die Bucht des Aber Ildut gehört zum Maritimen Naturpark der Iroise-See und ist Teil des Regionalen Naturparks Armorique.